# Heliasz (Góry Choczańskie)
Heliasz (słow. Heliaš, czasem również: Eliáš, 1186 m) – znaczący szczyt w Górach Choczańskich w Centralnych Karpatach Zachodnich na Słowacji.
Masyw Heliasza wznosi się w zachodniej części grupy Prosiecznego, pomiędzy Doliną Sesterską (Sestrčská dolina) na zachodzie a górnym piętrem Doliny Liptowskiej Anny (Svätoanenská dolina) na wschodzie. Na północnym wschodzie przełęcz Równe (słow. Sedlo Rovné, 1035 m) oddziela Heliasza od masywu Łomów (Lômy), a na południu Przetargana Przełęcz (Sedlo prietržná; 1095 m) od masywu Prawnacza (Pravnáč). Krótkie ramię, odchodzące od szczytu Heliasza w kierunku północno-zachodnim, kulminuje w skalistym szczycie Rakytník (1015 m) nad Doliną Sesterską.
Szczytowe partie Heliasza mają formę rozległej, prawie zupełnie płaskiej wierzchowiny, rozciągniętej w kierunku południkowym. Najwyższe wzniesienie (właściwy szczyt) znajduje się w jej części północnej. Niższe wzniesienie w części południowej (1172 lub 1167 m) nosi na słowackich mapach nazwę Eliáš (pol. Eliasz; dawniej nazwą tą określano cały masyw). Zbocza zachodnie, opadające ku Dolinie Sesterskiej, mocno rozczłonkowane kilkoma dużymi żlebami.
Masyw Heliasza zbudowany jest z grubych warstw wapieni i dolomitów płaszczowiny choczańskiej. Jego charakterystyczną cechą jest stosunkowo niewielka – w porównaniu z innymi szczytami tej grupy górskiej – ilość wychodzących na powierzchnię formacji skalnych. To względne ubóstwo powierzchniowych form krasowych kompensuje istnienie w rejonie kulminacji południowej studni krasowej, zwanej Studnią w Eliaszu (słow. Heliašska priepasť, priepasť v Eliáši). Jaskinia zbadana została przez speleologów z Dolnego Kubina, którzy osiągnęli w niej głębokość 55 m.
Wierzchołkowe plateau Heliasza jest całkowicie zalesione i nie przedstawia szczególnej atrakcji dla turystów. Zielono znakowany szlak turystyczny z Liptowskiej Anny przez Prawnacz na przełęcz Równe trawersuje je stokiem tuż poniżej wschodniej krawędzi.